# Bellanca 77-140
Bellanca 77-140 Bomber là một loại máy bay ném bom được chế tạo số lượng nhỏ ở Hoa Kỳ trong thập niên 1930.

## Quốc gia sử dụng
Colombia
- Không quân Colombia

## Tính năng kỹ chiến thuật (77-140)
Đặc điểm tổng quát
- Kíp lái: 2
- Chiều dài: 40 ft 0 in (12.20 m)
- Sải cánh: 77 ft 0 in (23.48 m)
- Chiều cao: 14 ft 0 in (4.26 m)
- Diện tích cánh: 129 ft2 (12.0 m2)
- Trọng lượng có tải: 12.250 lb (5.560 kg)
- Động cơ: 2 × Wright R-1820, 650 hp (485 kW) mỗi chiếc mỗi chiếc

Hiệu suất bay
- Vận tốc cực đại: 180 mph (290 km/h)
- Tầm bay: 700 dặm (1.120 km)
- Trần bay: 20.000 ft (6.100 m)

Vũ khí trang bị
- 2 × súng máy.30
- 2.200 lb (1.000 kg) bom